# Chelonopsis
Chelonopsis es un género con 20 especies de plantas con flores perteneciente a la familia Lamiaceae. Es originario de las regiones templadas de Asia. Comprende 20 especies descritas y de estas, solo 4 aceptadas.

## Taxonomía
El género fue descrito por Friedrich Anton Wilhelm Miquel y publicado en Annales Musei Botanici Lugduno-Batavi 2: 111. 1865. La especie tipo es: Chelonopsis moschata

## Especies aceptadas
A continuación se brinda un listado de las especies del género Chelonopsis aceptadas hasta septiembre de 2014, ordenadas alfabéticamente. Para cada una se indica el nombre binomial seguido del autor, abreviado según las convenciones y usos.	
- Chelonopsis abbreviata
- Chelonopsis bracteata
- Chelonopsis cashmerica
- Chelonopsis chekiangensis
- Chelonopsis forrestii
- Chelonopsis giraldii Diels
- Chelonopsis lichiangensis
- Chelonopsis longipes
- Chelonopsis mollissima
- Chelonopsis moschata
- Chelonopsis odontochila
- Chelonopsis rosea
- Chelonopsis siccanea
- Chelonopsis souliei
- Chelonopsis yagiharana